# Kamienica przy ulicy Poselskiej 19 w Krakowie
Kamienica przy ulicy Poselskiej 19 – zabytkowa kamienica znajdująca się w Krakowie, w dzielnicy I przy ulicy Poselskiej, na Starym Mieście.

## Historia kamienicy
W XIV wieku w miejscu obecnej kamienicy zostały wzniesione dwa gotyckie domy. Zachodni był własnością Piotra z Tarnowa, zaś wschodni Zbigniewa z Nasiechowic. W 1585 dom zachodni został wyburzony, a w jego miejscu wytyczono bezimienną uliczkę. Przetrwała ona prawdopodobnie jedynie kilkanaście lat, gdyż już w 1614 w jej miejscu znajdował dom Rogozińskich. W 1751 oba budynki zostały zakupione przez jezuitów. Dwa lata później sprzedali je oni nieznanej z imienia Marczewskiej, na której zlecenie scalono je w jedną kamienicę. Dom spłonął podczas wielkiego pożaru Krakowa w 1850. Został odbudowany w kształcie zbliżonym do dzisiejszego. 
20 marca 1969 kamienica została wpisana do rejestru zabytków. Znajduje się także w gminnej ewidencji zabytków.